# Mary McIlquham
Mary McIlquham (née Hart) est une joueuse de tennis britannique et/ou néerlandaise de l'entre-deux-guerres.
Elle a notamment été finaliste en double dames à Wimbledon en 1925 aux côtés d'A.V. Bridge.

## Palmarès (partiel)

### Finale en double dames
| No | Date       | Nom et lieu du tournoi      | Catégorie | Surface      | Vainqueures                    | Partenaire          | Score    |          |
| -- | ---------- | --------------------------- | --------- | ------------ | ------------------------------ | ------------------- | -------- | -------- |
| 1  | 22/06/1925 | The Championships Wimbledon | G. Chelem | Gazon (ext.) | Suzanne Lenglen Elizabeth Ryan | Kathleen Lidderdale | 6-2, 6-2 | Parcours |

## Parcours en Grand Chelem (partiel)
Si l’expression « Grand Chelem » désigne classiquement les quatre tournois les plus importants de l’histoire du tennis, elle n'est utilisée pour la première fois qu'en 1933, et n'acquiert la plénitude de son sens que peu à peu à partir des années 1950.

### En simple dames
| Année | Championnat d'Australasie Championnat d'Australie | Championnat d'Australasie Championnat d'Australie | Championnat de France Internationaux de France | Championnat de France Internationaux de France | Wimbledon       | Wimbledon        | US National | US National |
| ----- | ------------------------------------------------- | ------------------------------------------------- | ---------------------------------------------- | ---------------------------------------------- | --------------- | ---------------- | ----------- | ----------- |
| 1923  | -                                                 | -                                                 | -                                              | -                                              | 1er tour (1/64) | Leslie Bancroft  | -           | -           |
| 1924  | -                                                 | -                                                 | -                                              | -                                              | 2e tour (1/16)  | Aurea Farrington | -           | -           |
| 1925  | -                                                 | -                                                 | 3e tour (1/8)                                  | H. Contostavlos                                | 1/4 de finale   | M. Broquedis     | -           | -           |
| 1926  | -                                                 | -                                                 | -                                              | -                                              | 1er tour (1/32) | C. Beckingham    | -           | -           |
| 1927  | -                                                 | -                                                 | -                                              | -                                              | 1er tour (1/64) | Joan Austin      | -           | -           |
| 1928  | -                                                 | -                                                 | -                                              | -                                              | 3e tour (1/16)  | Eileen Bennett   | -           | -           |
| 1929  | -                                                 | -                                                 | -                                              | -                                              | 1/4 de finale   | Helen Jacobs     | -           | -           |
| 1930  | -                                                 | -                                                 | -                                              | -                                              | 4e tour (1/8)   | Betty Nuthall    | -           | -           |
| 1931  | -                                                 | -                                                 | -                                              | -                                              | 1er tour (1/64) | Freda James      | -           | -           |

À droite du résultat, l’ultime adversaire.

### En double dames
| Année | Championnat d'Australasie Championnat d'Australie | Championnat d'Australasie Championnat d'Australie | Internationaux de France | Internationaux de France | Wimbledon                     | Wimbledon                  | US National | US National |
| ----- | ------------------------------------------------- | ------------------------------------------------- | ------------------------ | ------------------------ | ----------------------------- | -------------------------- | ----------- | ----------- |
| 1925  | -                                                 | -                                                 | 1/2 finale E. Harvey     | S. Lenglen Julie Vlasto  | Finale K. Lidderdale          | S. Lenglen E. Ryan         | -           | -           |
| 1928  | -                                                 | -                                                 | -                        | -                        | 1er tour (1/32) K. Lidderdale | P. Anderson Helen Jacobs   | -           | -           |
| 1929  | -                                                 | -                                                 | -                        | -                        | 1/2 finale E. Harvey          | P. Saunders P. Holcroft    | -           | -           |
| 1930  | -                                                 | -                                                 | -                        | -                        | 2e tour (1/16) K. Lidderdale  | Edith Cross Sarah Palfrey  | -           | -           |
| 1931  | -                                                 | -                                                 | -                        | -                        | 1er tour (1/32) E. Harvey     | Doris Metaxa Josane Sigart | -           | -           |

Sous le résultat, la partenaire ; à droite, l’ultime équipe adverse.